# Stoll Károly
Stoll Károly (Pest, 1864. május 19. – Budapest, 1922. január 27.) magyar zeneszerző, operaénekes (tenor) és színházrendező.

## Életpályája
1888–1889 között a Magyar Állami Operaházban lépett fel; egy ideig lírai tenorszerepeket énekelt, később vidéki társulatokkal járta az országot. 1898-ban a budapesti Népszínház, 1907-ben a Vígopera, a Király Színház és a Népopera, a későbbi Városi Színház rendezője, illetve főrendezője volt. 1900-ban Kolozsváron rendezett.

## Családja
Színészcsaládból származott: édesapja a régi Nemzeti Színház főrendezője volt. Stoll Gizella (1867–1936u) testvére volt.
Temetése a Fiumei úti sírkertben történt.(9-0-3/1).

## Művei
- Niobe (1902)
- A kis császár (1914)

## Szerepei
- Weber: A bűvös vadász – Max
- Kreutzer: A granadai éji szállás – Gomez
- Donizetti: Lucretia Borgia – Oloferno Vitellozzo
- Wagner: A Rajna kincse – Froh
- Beethoven: Fidelio – Jacquino
- Verdi: A trubadúr – Ruiz
- Bellini: Norma – Flavio
- Erkel Ferenc: Brankovics György – Magyar főúr
- Meyerbeer: Hugenották – De Cossé
- Verdi: Rigoletto – Borsa
- Rossini: A sevillai borbély – Fiorillo
- Meyerbeer: Az afrikai nő – 1. matróz
- Donizetti: Az ezred lánya – Jegyző
- Boito: Mefistofele – Nereo
- Schumann: Manfred – 3. szellem
- Wagner: Lohengrin – 2. brabanti nemes